# Lengkong Gudang Timur
Lengkong Gudang Timur is een bestuurslaag in het regentschap Tangerang Selatan van de provincie Banten, Indonesië. Lengkong Gudang Timur telt 10.806 inwoners (volkstelling 2010).